# Hohe Warte (Karwendel)
Pour l’article homonyme, voir Hohe Warte.
La Hohe Warte est une montagne qui s’élève à 2 597 m d’altitude dans les Karwendel, en Autriche.